# Jänkäsaari
Jänkäsaari, nordsamiska: Jeggisuálui, är en ö i Finland. Den ligger i sjön Nangujärvi och i kommunen Enare i den ekonomiska regionen Norra Lappland och landskapet Lappland, i den norra delen av landet, 900 km norr om huvudstaden Helsingfors. Öns area är 9,5 hektar och dess största längd är 450 meter i sydväst-nordöstlig riktning.